# Musikjahr 1697
Liste der Musikjahre

◄◄ | ◄ | 1693 | 1694 | 1695 | 1696 | Musikjahr 1697 | 1698 | 1699 | 1700 | 1701 | ► | ►►

Weitere Ereignisse
Dieser Artikel behandelt das Musikjahr 1697.

## Ereignisse
- Johann Sebastian Bach erlernt in Ohrdruf das Orgelspiel und gewinnt – vermutlich durch die vielen Reparaturen an der Orgel der Michaeliskirche, bei denen auch sein älterer Bruder Johann Christoph Bach mitwirkt – ein tieferes Verständnis von Aufbau und Mechanik dieses Instruments.
- Georg Philipp Telemann verbringt seine Jugendzeit ab 1697 in Hildesheim. Er wird Schüler des Gymnasium Andreanum. Unter der Leitung des Direktors Johann Christoph Losius vervollkommnet er seine musikalische Ausbildung und lernt – auch hier größtenteils als Autodidakt – Orgel, Violine, Gambe, Traversflöte, Oboe, Schalmei, Kontrabass und Bassposaune.
- Dieses Jahr ist für die Geschichte der französischen Oper bedeutend: André Campra und André Cardinal Destouches feiern mit großem Erfolg ihre Bühnendebüts (siehe unten) und bringen neuen Schwung und mehr Leichtigkeit in die nach Lullys Tod (1687) stagnierende französische Oper. Beiden Komponisten stehen glänzende Karrieren bevor.
- Die 1682 eröffnete Opéra du Quai au Foin in Brüssel schließt ihre Pforten.
- Der berühmte Alt-Kastrat Giovanni Francesco Grossi, besser bekannt als Siface, wird am 29. Mai bei Ferrara ermordet, wegen einer Liebesgeschichte mit der verwitweten Gräfin Elena Marsili. Hinter der Tat steckten die Brüder der Frau, die die Beziehung als eine Schande für ihre Familie ansahen.

### Uraufführungen

#### Bühnenwerke

##### Oper
- 04. Februar: Im Tordinona in Rom erfolgt die Uraufführung der Oper La clemenza d'Augusto von Giovanni Bononcini.
- 28. Juli: Die Tragédie lyrique Vénus et Adonis von Henri Desmarest, auf ein Libretto von Jean-Baptiste Rousseau, erlebt ihre Uraufführung an der Pariser Académie royale de musique, mit Marie Le Rochois als Venus und Louis Gaulard Dumesny als Adonis. Die Geschichte basiert auf Ovids Metamorphosen. Die Oper erlebte verschiedene Aufführungen in Frankreich, Deutschland und Belgien und war wohl Desmarests erfolgreichstes Bühnenwerk.

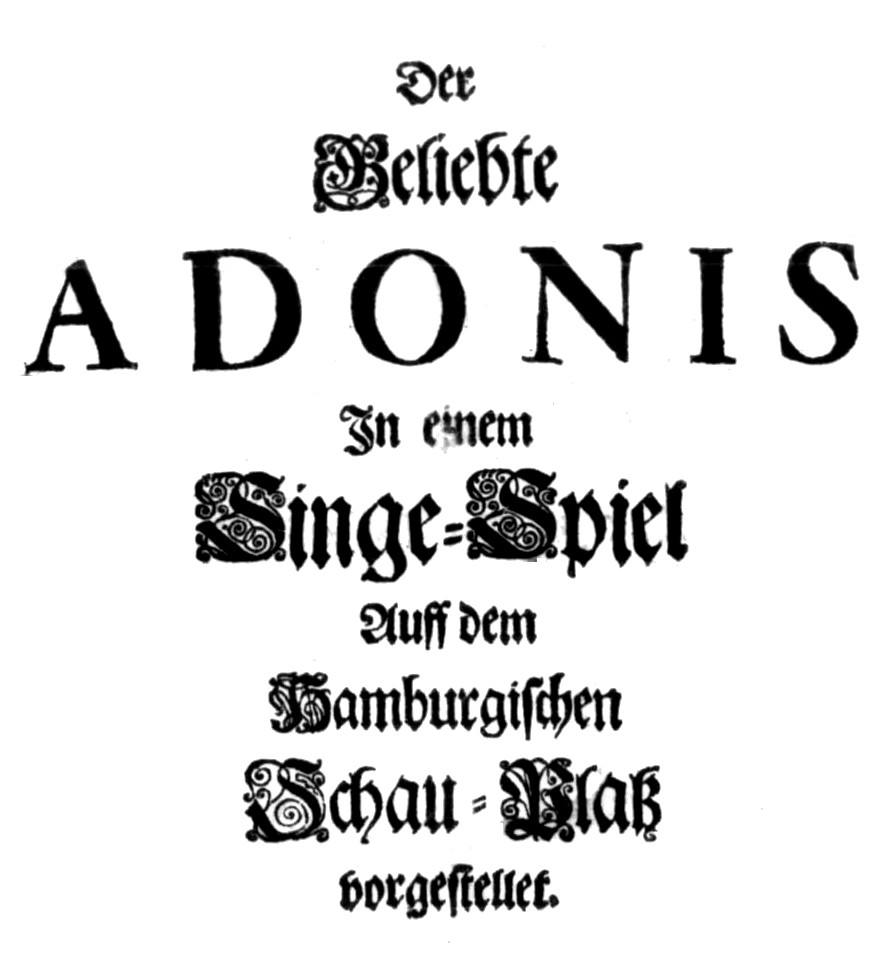
Der geliebte Adonis, Titelseite des Librettos

- Die gleiche Geschichte behandelt Reinhard Keisers Oper Der geliebte Adonis, die an der Hamburger Oper am Gänsemarkt uraufgeführt wird. Das Libretto stammt von Christian Heinrich Postel.
- 07. Oktober: Die Pastorale héroïque Issé von André Cardinal Destouches auf ein Libretto von Antoine Houdar de La Motte erlebt in Fontainebleau ihre Vorpremiere. Ludwig XIV. ist begeistert und wünscht, dass Destouches einen Prolog nachkomponiert. In dieser Form wird das Werk zur Hochzeit von des Königs Enkel Louis, Duc de Bourgogne, mit Marie-Adélaïde von Savoyen am 17. Dezember in Trianon uraufgeführt. Am 30. Dezember folgte die erste Aufführung im Théâtre du Palais-Royal. 1708 wird Destouches die Oper einer Revision unterziehen.
- 24. Oktober: André Campras L’Europe galante, mit einem Libretto von Antoine Houdar de La Motte, erlebt im Palais Royal in Paris ebenfalls einen glänzenden Triumph. Es ist das Bühnendebüt des Komponisten und das erste bedeutende Werk aus dem noch ganz neuen Genre des Opéra-ballet.
- 15. Dezember: Im Teatro San Bartolomeo in Neapel wird die Erstaufführung von Alessandro Scarlattis La caduta de’ decemviri gefeiert, das Libretto stammt von Silvio Stampiglia. Die Hauptrolle des Appio Claudio singt der berühmte Soprankastrat Matteo Sassano, genannt Matteuccio; in der Nebenrolle des Icilio ist der junge Nicolino zu hören.[1]
- In Wien werden zwei Opern von Carlo Agostino Badia uraufgeführt:
  - Bacco, vincitore dell’India
  - La pace tra i numi discordi nella rovina di Troia
- Antonio Caldara – La promessa sebata al primo

##### Jesuitentheater
- Zwei Schuldramen von Heinrich Ignaz Franz Biber auf Libretti von Wolfgang Rinswerger haben in Salzburg Uraufführung:
  - Infelix parentum amor in Fernando filio … (C. App. 23); nur Text erhalten
  - Invidia gloriae umbra in C. Julio Caesare repraesentata … (C. App. 28); nur Text erhalten

##### Theatermusik
- Daniel Purcell und Jeremiah Clarke arbeiten zusammen an der Musik für Elkanah Settles Theaterstück World in the Moon.

### Instrumentalmusik

#### Kammermusik
- Die Triosonaten Ten Sonata’s in Four Parts von Henry Purcell werden posthum in London veröffentlicht. Die Triosonaten Nr. 1–4 wurden um 1678–1679 komponiert, die Triosonaten Nr. 7–9 wahrscheinlich in den Jahren 1681–1682, die Triosonate Nr. 10 wahrscheinlich 1683–1684.

#### Tastenmusik
- Johann Krieger – Sechs Musicalische Partien,... allen Liebhabern des Claviers / auf einem Spinet oder Clavicordio zu spielen...

### Vokalmusik
- John Abell – Airs pour le concert de mercredy, le 12 decembre, au Doule
- Philipp Heinrich Erlebach – Harmonische Freude musikalischer Freunde, Band 1, Nürnberg
- Jean Gilles – Requiem
- Johann Christoph Rothe – Passio Domini Jesu Christi Secundum Matthäum

### Anderes
- Johann Georg Ahle – Musikalisches Sommergespräch

### Instrumentenbau

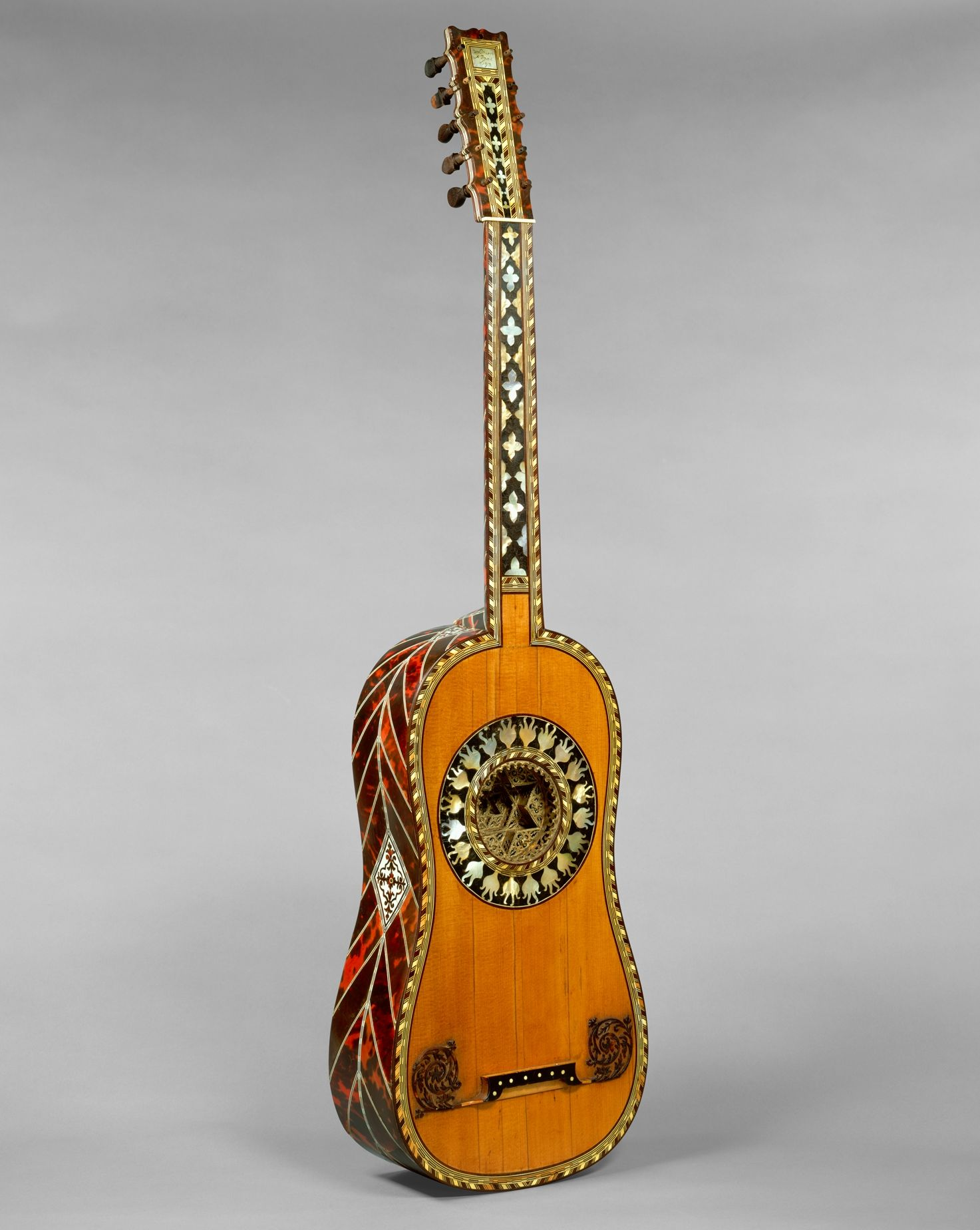
Eine Gitarre von Jean-Baptiste Voboam aus dem Jahre 1697 – New York City, Metropolitan Museum of Art

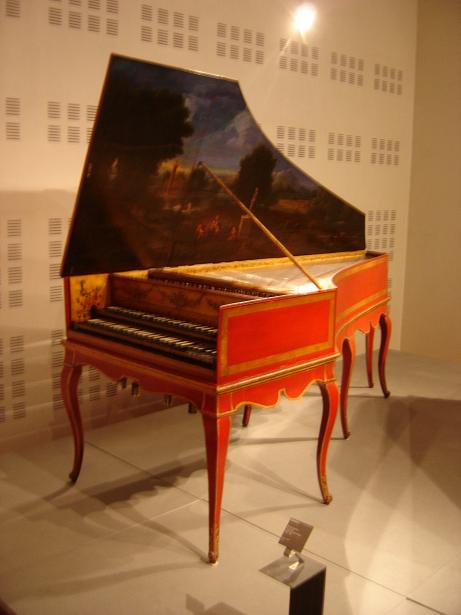
Cembalo von Dumont von 1697, 1789 von Pascal-Joseph Taskin erweitert (Das Äußere ist nicht original, sondern typisch Louis-quinze) – Paris, Musée de la Musique

- Antonio Stradivari stellt das Violoncello Castelbarco her.

## Geboren

### Geburtsdatum gesichert
- 15. Januar: Johann Georg Fischer, deutscher Orgelbauer († 1780)

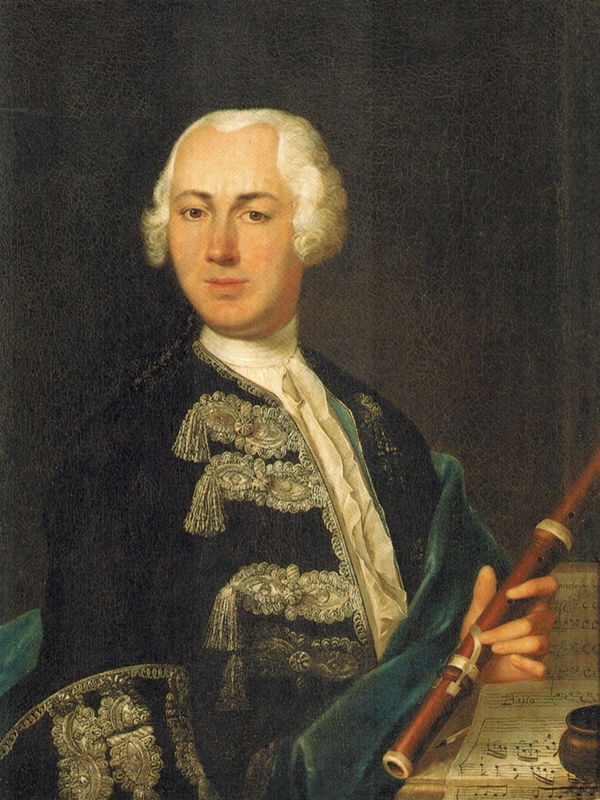
Johann Joachim Quantz; * 30. Januar

- 30. Januar: Johann Joachim Quantz, Musiker, Komponist und Flötenlehrer Friedrichs des Großen († 1773)
- 20. Februar: Friedrich Maximilian von Lersner, deutscher Librettist und Bürgermeister († 1753)
- 30. März: Faustina Bordoni, italienische Sängerin († 1781)
- 16. April: Johann Gottlieb Görner, deutscher Komponist und Organist († 1778)
- 17. April: Johann Ernst Hähnel, deutscher Orgelbauer († 1777)
- 26. April: Adam Falckenhagen, deutscher Lautenist († 1754)

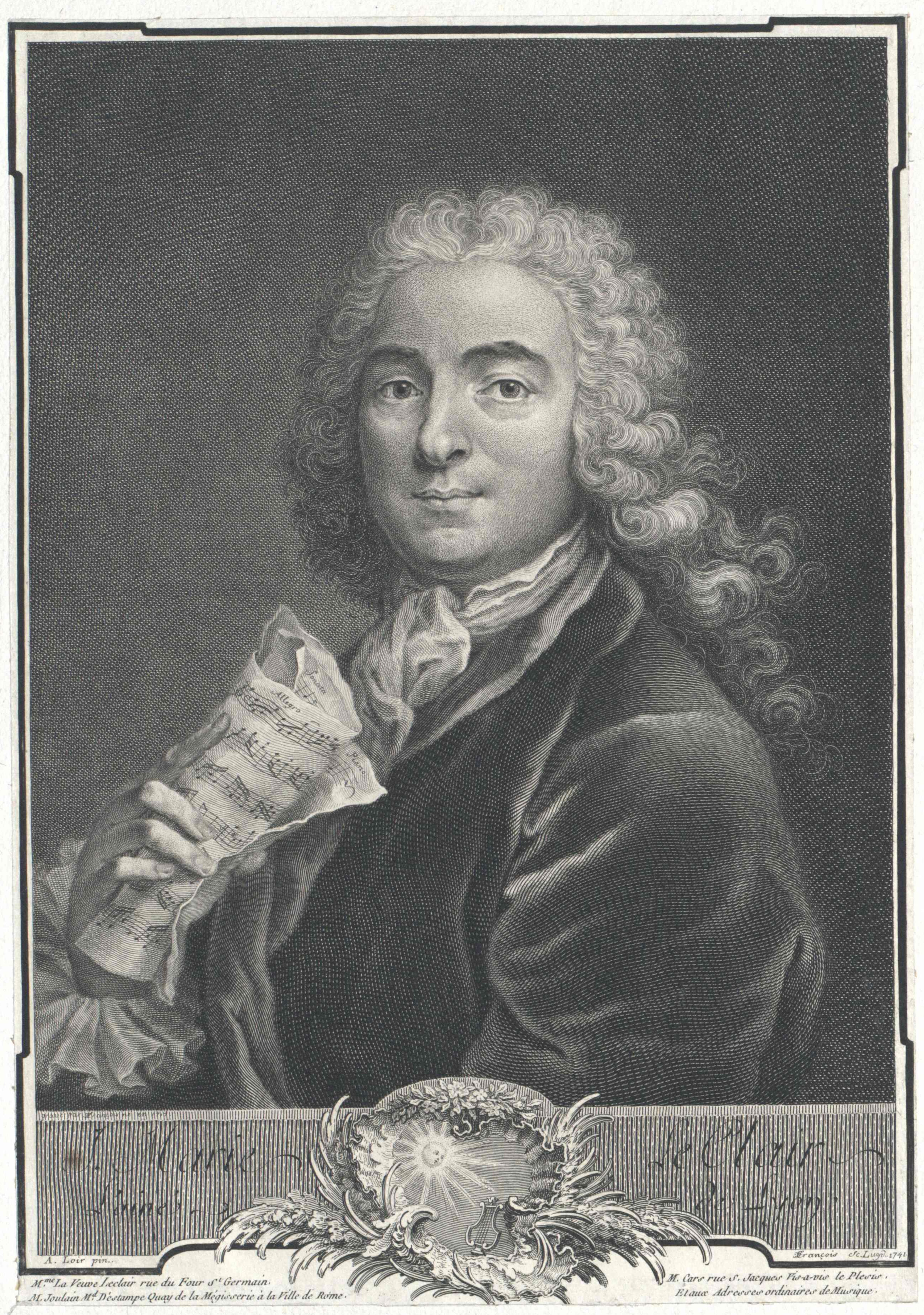
Jean-Marie Leclair; * 10. Mai

- 10. Mai: Jean-Marie Leclair, französischer Komponist und Violinist († 1764)
- 11. Juni: Francesco Antonio Vallotti, italienischer Komponist, Musiktheoretiker und Organist († 1780)
- 21. Juni (getauft): Franz Faßmann, böhmischer Orgelbauer († nach 1760)
- 09. November: Claudio Casciolini, italienischer Komponist († 1760)
- 03. Dezember: Johann Hencke, österreichischer Orgelbauer († 1766)
- 05. Dezember: Giuseppe de Majo, italienischer Komponist († 1771)

### Genaues Geburtsdatum unbekannt
- Barthold Fritze, deutscher Erfinder, Musiktheoretiker und Tasteninstrumentenbauer († 1766)
- Georg Friedrich Lingke, deutscher Musiktheoretiker, Pianist und Lautenist († 1777)

### Geboren um 1697
- António Pereira da Costa, portugiesischer Komponist des Barock († 1770)

## Gestorben
- 04. Januar: Amalia Katharina von Waldeck-Eisenberg, Gräfin von Erbach-Erbach, Liederdichterin und Komponistin (* 1640)
- 06. Januar: Carlo Mannelli, italienischer Komponist und Violinist (* 1640)

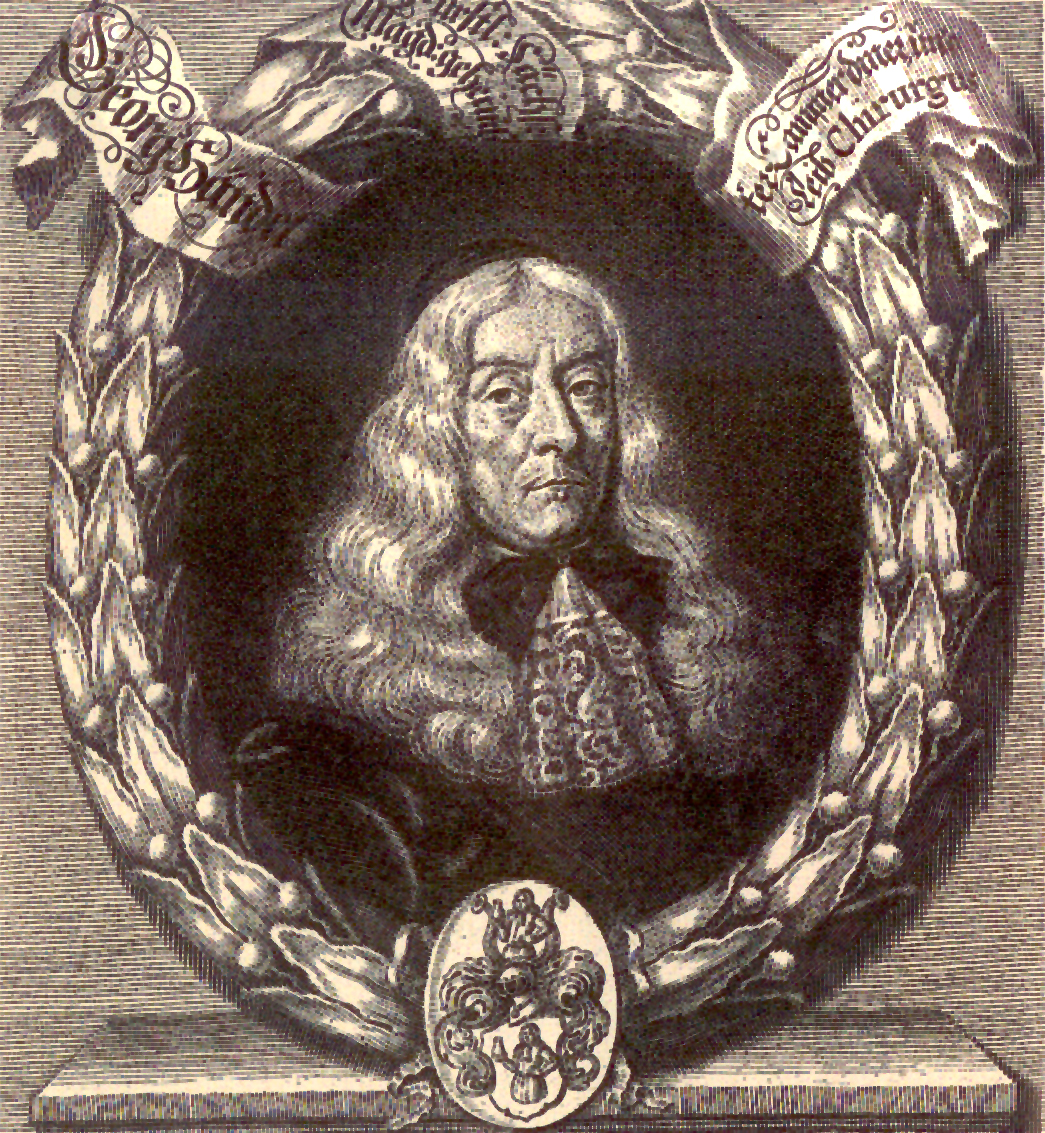
Georg Händel; † 11. Februar

- 11. Februar: Georg Händel, Hofchirurg und Diener des wettinischen Herzogs Johann Adolf I., Vater von Georg Friedrich Händel (* 1622)
- 23. März: William Child, englischer Komponist und Organist (* 1606 oder 1607)
- 08. April: Nicolaus Bruhns, deutsch-dänischer Komponist (* 1665)
- 18. Mai: Guillaume Dumanoir, französischer Komponist, Tanzmeister und Violinist (* 1615)
- 29. Mai: Siface (eigentl. Giovanni Francesco Grossi), berühmter italienischer Altkastrat, ermordet (* 1653)
- 21. Juni: Jonas Rudberus, schwedischer Orgelbauer und Pastor (* 1636)
- 28. September: Christian Flor, deutscher Komponist und Organist (* 1626)
- 12. Oktober: John Ravenscroft, englischer Komponist und Violinist (* 1650)
- 28. Oktober: Johann Friedrich Meister, deutscher Komponist und Organist (* vor 1638)
- 14. November: Giuseppe Tricarico, italienischer Komponist (* 1623)
- 24. Dezember: Matthias Schurig, deutscher Orgelbauer (* zwischen 1640 und 1650)